# Cualbra abellera
Les cualbres abelleres constitueixen un grup de cualbres, de mitjanes a grans, caracteritzades per disposar de barrets de colors ocre a bru groguencs, viscosos o glutinosos,de marge pentinat, cama cavernosa, olor fètida i pudent, algun cop anisada o fruitada, i tast picant o simplement desagradable.

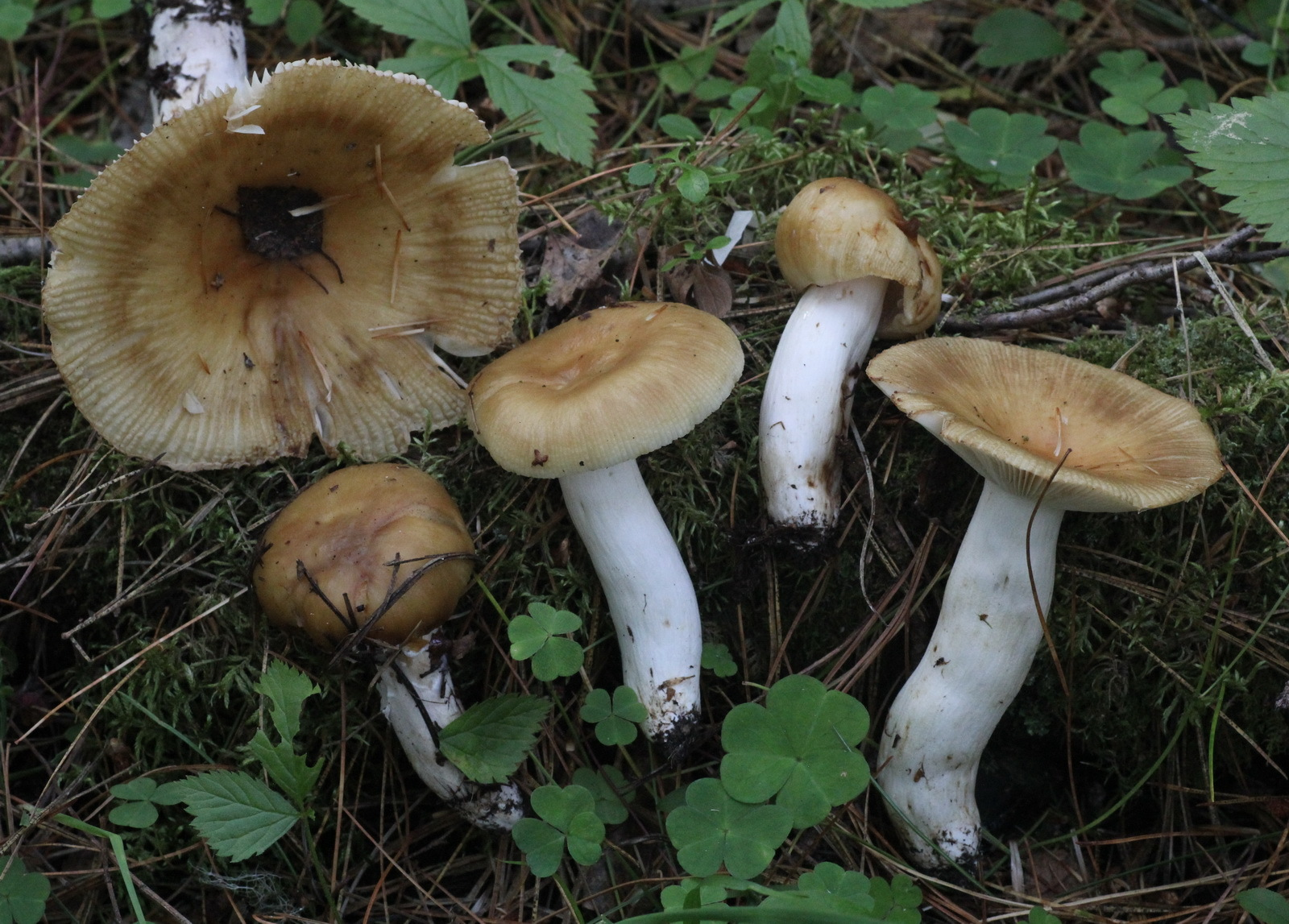
Cualbra abellera gran (Russula foetens)

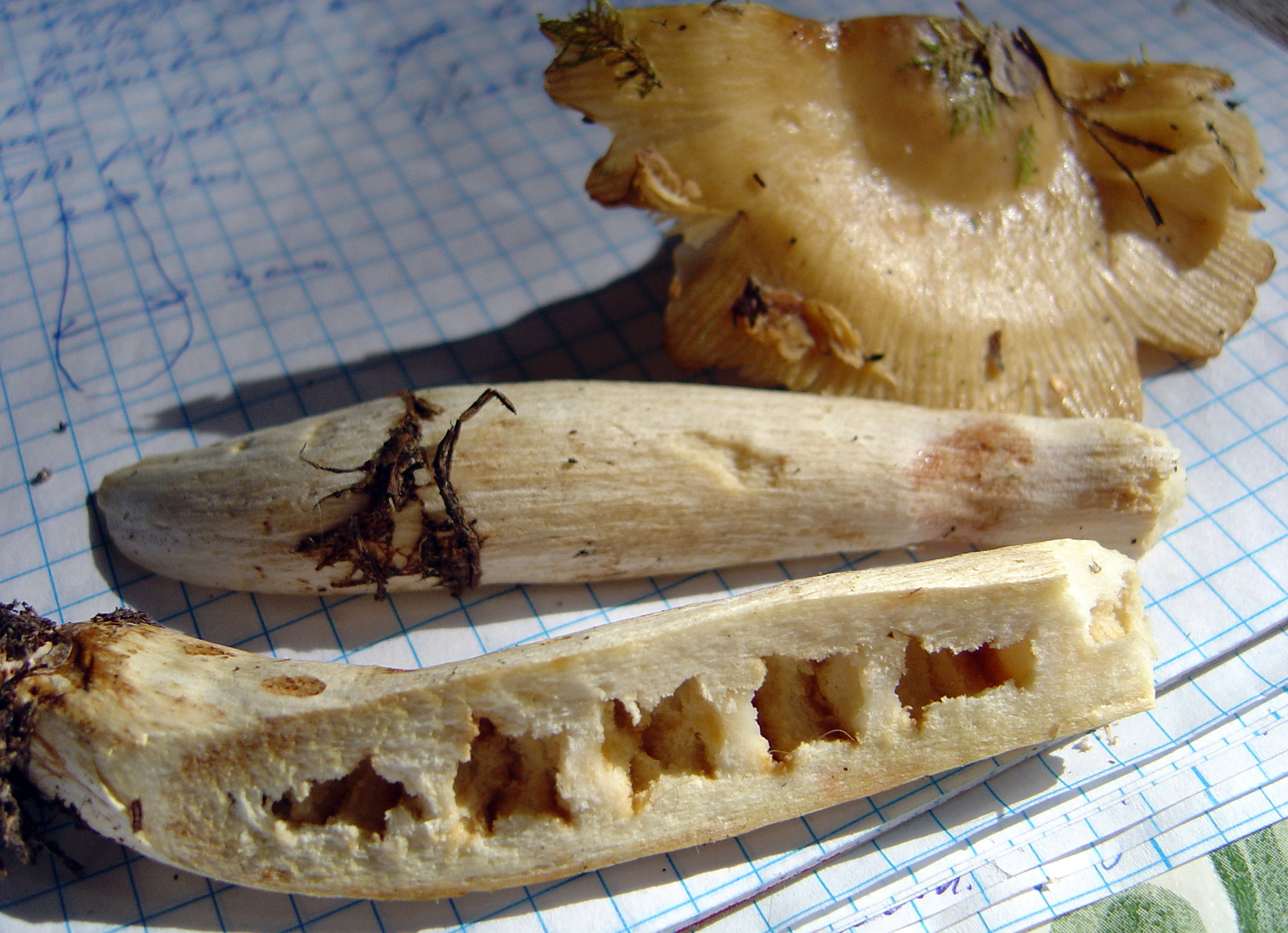
Cama cavernosa de la cualbra abellera gran (Russula foetens)

## Espècies de cualbres abelleres més corrents
- Grup foetens
  - Russula foetens, cualbra abellera gran
  - Russula subfoetens, cualbra abellera petita
  - Russula putida, cualbra abellera de surera
- Grup grata
  - Russula grata (=R. laurocerai), cualbra abellera d’ametlles amargues
  - Russula fragantissima, cualbra abellera anisada
  - Russula illota, cualbra abellera tacada
- Grup pectinata
  - Russula pectinata, cualbra abellera fosca
  - Russula sororia, cualbra abellera fosca de formatge
  - Russula amoenolens, cualbra abellera fosca de peix
  - Russula praetervisa, cualbra abellera d’alzina
- Grup de transició
  - Russula insignis, cualbra abellera de peu groc
  - Russula fellea, cualbra abellera de compota de poma
  - Russula farinipes, cualbra abellera fruitada